# Ukai-Talsperre
Die Ukai-Talsperre (englisch: Ukai Dam), die den Fluss Tapti aufstaut, bildet den größten Stausee in Gujarat. Sie ist auch bekannt unter dem Namen Vallabh Sagar Sarovar. Sie wurde 1971 zur Bewässerung, zur Stromgewinnung und zum Hochwasserschutz gebaut. Das Einzugsgebiet ist etwa 62.255 km2 groß und die Wasseroberfläche etwa 520 km2. Der Staudamm steht 94 km von der Stadt Surat entfernt.
Die Speicherkapazität der Ukai-Talsperre beträgt beinahe 46 % der Gesamtkapazität aller anderen vorhandenen Talsperren in Gujarat zusammen.